# Megachile syraensis
Megachile syraensis là một loài Hymenoptera trong họ Megachilidae. Loài này được Radoszkowski mô tả khoa học năm 1874.